# روبرت فيرغسون (سياسي)
روبرت فيرغسون هو سياسي كندي، ولد في 2 يونيو 1866، وتوفي في 1958.